# Gran Premi d'Andalusia de motociclisme
El Gran Premi d'Andalusia de motociclisme fou un Gran Premi de motociclisme que es va celebrar el juliol del 2020 al Circuit de Jerez, a Andalusia, dins del calendari del Campionat del món de motociclisme. Es va introduir com a resposta a la pandèmia de COVID-19 i es va celebrar en aquella única ocasió.

## Nom oficial i patrocinador
- Gran Premio Red Bull de Andalucía

## Lloc i data
- Circuito de Jerez – Ángel Nieto (Jerez de la Frontera), 24-26 de juliol de 2020

## Guanyadors
| Any  | MotoE              | MotoE    | Moto3          | Moto3 | Moto2           | Moto2 | MotoGP           | MotoGP | Detalls |
| Any  | Pilot              | Moto     | Pilot          | Moto  | Pilot           | Moto  | Pilot            | Moto   | Detalls |
| ---- | ------------------ | -------- | -------------- | ----- | --------------- | ----- | ---------------- | ------ | ------- |
| 2020 | Dominique Aegerter | Energica | Tatsuki Suzuki | Honda | Enea Bastianini | Kalex | Fabio Quartararo | Yamaha | Detalls |